# Robert Golob

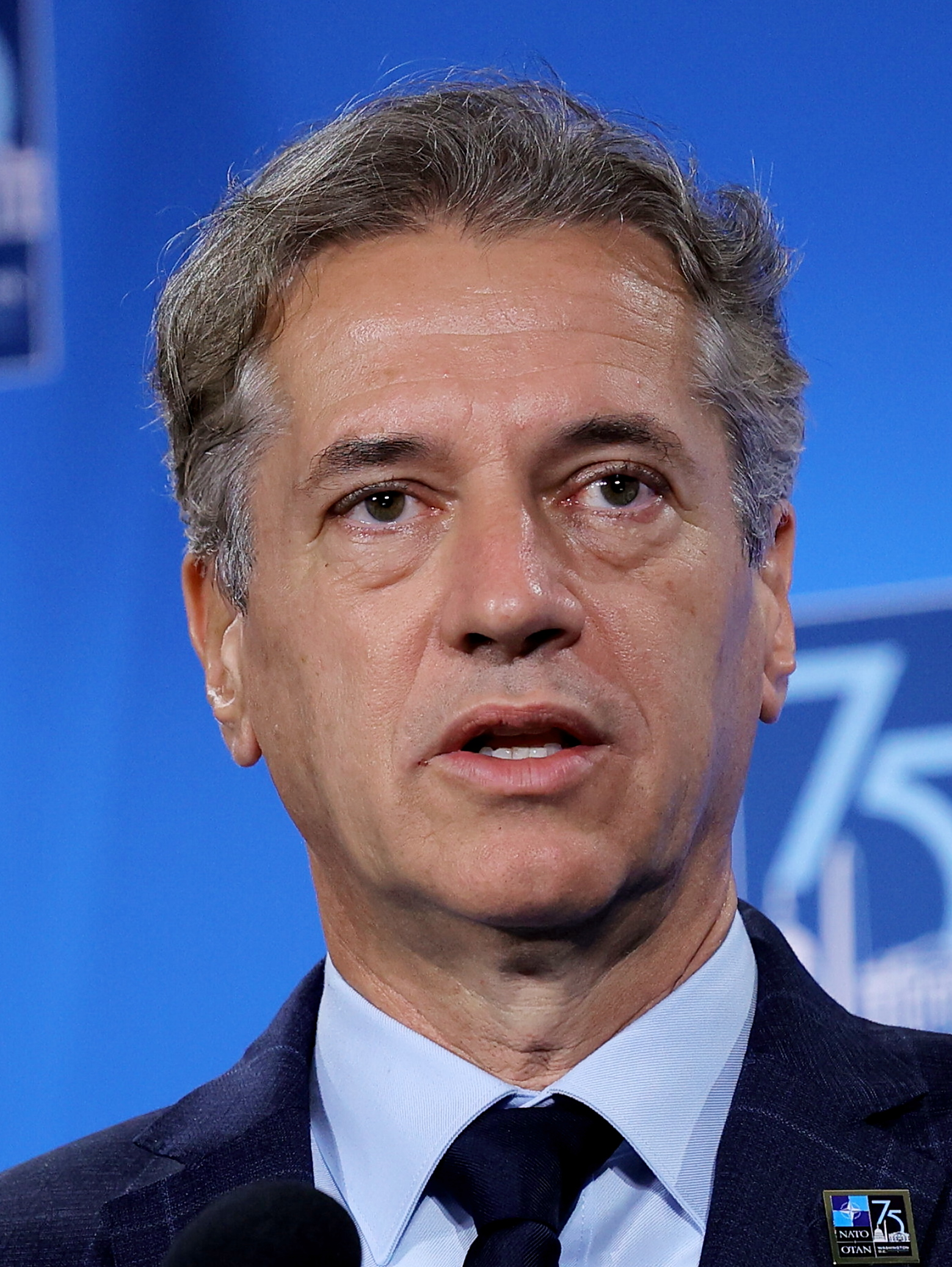
Thủ tướng Robert Golob vào năm 2024

Robert Golob (sinh ngày 23 tháng 1 năm 1967) là một doanh nhân và chính trị gia người Slovenia, ông giữ chức vụ Thủ tướng Slovenia và lãnh đạo của Phong trào Tự do Slovenia kể từ năm 2022. Trước đó ông là đảng viên của Đảng Dân chủ Tự do Slovenia (1999–2002). Vào ngày 25 tháng 5 năm 2022, Robert Golob được Quốc hội Slovenia bổ nhiệm làm Thủ tướng Slovenia. Trong quan hệ đối ngoại, ông Golob chỉ trích các hoạt động quân sự của Israel tại Dải Gaza trong cuộc chiến Israel–Hamas. Vào tháng 5 năm 2024, ông tuyên bố rằng chính phủ của ông sẽ công nhận một Nhà nước Palestine.

## Tiểu sử
Robert Golob sinh ra tại Šempeter pri Gorici thuộc Cộng hoà Xã hội chủ nghĩa Slovenia trong Cộng hòa Liên bang Xã hội chủ nghĩa Nam Tư. Ông Robert Golob đã lấy bằng tiến sĩ về kỹ thuật điện tại Đại học Ljubljana vào năm 1994. Sau khi học xong, ông được Mỹ đào tạo, là học giả chương trình Fulbright sau tiến sĩ tại Hoa Kỳ tại Viện Công nghệ Georgia ở Atlanta. Năm 2004, ông Golob đồng sáng lập một công ty kinh doanh năng lượng GEN-I vốn được nhà nước kiểm soát. và nơi ông vẫn giữ chức chủ tịch cho đến năm 2021. Từ tháng 5 năm 1999 đến tháng 6 năm 2000, ông Golob là Bộ trưởng Bộ Kinh tế trong chính phủ do thủ tướng Janez Drnovšek của đảng Đảng Dân chủ Tự do Slovenia (LDS) lãnh đạo. Năm 2002, ông được bầu vào Hội đồng Thành phố Nova Gorica, một vị trí mà ông giữ cho đến năm 2022.
Năm 2011, Robert Golob tham gia đảng Trung tả Positive Slovenia do thị trưởng Ljubljana là chính trị gia Zoran Janković thành lập. Trong hai năm 2013–2014, với sự gia tăng căng thẳng trong đảng giữa người sáng lập và chủ tịch Zoran Janković và Thủ tướng Alenka Bratušek, ông Golob đã đóng vai trò trung gian giữa hai phe phái. Sau khi đảng tan rã vào tháng 4 năm 2014, ông đã gia nhập Đảng ly khai Alenka Bratušek (SAB) và trở thành một trong những phó chủ tịch của đảng này. Vào tháng 1 năm 2022, Golob tiếp quản Đảng Hành động Xanh ngoài Quốc hội và đổi tên thành Phong trào Tự do Slovenia. Vào ngày 24 tháng 4 năm 2022, trong cuộc bầu cử quốc hội Slovenia năm 2022, Phong trào Tự do đã giành được 41 ghế trong số 90 ghế của Quốc hội Slovenia. Một đảng trung tả khác là Đảng Dân chủ Xã hội Slovenia tuyên bố rằng họ sẽ tham gia chính phủ do Golob lãnh đạo, bên cạnh đảng Cánh tả Slovenia, giúp ông chiếm đa số trong cơ quan lập pháp.
Golob từng kết hôn với Jana Nemec Golob trong hơn ba mươi năm, họ có ba người con. Từ mùa thu năm 2022 thì ông đã sống với cựu người mẫu Tina Gaber ở Ljubljana.